# ストーン・ジョンソン
ストーン・ジョンソン（Stonewall Edward Johnson、1940年4月26日 - 1963年9月8日）は、アメリカ合衆国の元陸上競技選手、アメリカンフットボール選手である。

## 経歴
ルイジアナ州のグランブリング州立大学に在学中だった1960年に、ローマオリンピックのアメリカ国内最終予選に出場して、200メートル走の準決勝で当時の世界記録に並ぶ20秒5の記録を出した。決勝ではレイ・ノートンに続いて2位となり、オリンピック代表に選出された。
ローマオリンピックでは200メートル走と4×100mリレーに出場した。200メートル走では決勝まで進んで5位となった。4×100mリレーでは、第3走者を任されて決勝まで勝ち進んだ。アメリカ代表チームは決勝で39秒60（電気計時）の記録を出して1位となったものの、第1走者と第2走者がリレーゾーン外でバトンパスを行ってしまったために失格となった。
その他の大会では、1960年に開催されたNCAA競技会の200メートル走で2位に入った実績がある。
1963年、カンザスシティ・チーフス にランニングバックとして入団した。しかし、同年8月30日に開催されたオークランド・レイダースとのプレシーズンマッチ中に頚椎を骨折し、9月8日に死去した。ジョンソンはAFLの公式戦に出場することはできなかったが、彼の背番号33番はカンザスシティ・チーフスの永久欠番となった。